# Episodi di Giudice Amy (seconda stagione)
La seconda stagione della serie televisiva Giudice Amy è stata trasmessa in prima visione negli Stati Uniti d'America da CBS dal 10 ottobre 2000 al  22 maggio 2001.
In Italia è stata trasmessa in prima visione da Canale 5 dal 7 novembre 2001.
| nº | Titolo originale                                  | Titolo italiano           | Prima TV USA     | Prima TV Italia  |
| -- | ------------------------------------------------- | ------------------------- | ---------------- | ---------------- |
| 1  | Zero Tolerance                                    | Tolleranza zero           | 10 ottobre 2000  | 7 novembre 2001  |
| 2  | You're Not the Boss of Me                         | Mamma a tempo pieno       | 24 ottobre 2000  | 8 novembre 2001  |
| 3  | Instincts                                         | Istinto                   | 31 ottobre 2000  | 9 novembre 2001  |
| 4  | Convictions                                       | Convinzioni               | 14 novembre 2000 | 12 novembre 2001 |
| 5  | Unnecessary Roughness                             | Rabbia inutile            | 21 novembre 2000 | 13 novembre 2001 |
| 6  | Burden of Perspective                             | Il peso delle decisioni   | 28 novembre 2000 | 14 novembre 2001 |
| 7  | Dog Days                                          | Giorni da cani            | 5 dicembre 2000  |                  |
| 8  | Waterworld                                        | Parto in acqua            | 19 dicembre 2000 | 15 novembre 2001 |
| 9  | Undertow                                          | Il tempo che passa        | 9 gennaio 2001   | 16 novembre 2001 |
| 10 | Adoption Day                                      | La giornata dell'adozione | 16 gennaio 2001  | 19 novembre 2001 |
| 11 | Claw is Our Master                                | Una famiglia normale      | 30 gennaio 2001  | 20 novembre 2001 |
| 12 | 8 ½ Narrow                                        | Il coraggio di parlare    | 6 febbraio 2001  | 21 novembre 2001 |
| 13 | Beginning, the End and the Murky Middle           | La tempesta               | 13 febbraio 2001 | 22 novembre 2001 |
| 14 | One For the Road                                  | Tempo di crisi            | 20 febbraio 2001 | 23 novembre 2001 |
| 15 | Treachery of Compromise                           | Errori di valutazione     | 27 febbraio 2001 | 26 novembre 2001 |
| 16 | Everybody Falls Down                              | Rapporti difficili        | 20 marzo 2001    | 27 novembre 2001 |
| 17 | Romeo and Juliet Must Die Well, Maybe Just Juliet | Romeo e Giulietta         | 10 aprile 2001   | 28 novembre 2001 |
| 18 | Unforgiven                                        | Antichi rancori           | 24 aprile 2001   | 29 novembre 2001 |
| 19 | Between the Wanting and the Getting               | Tra dire e fare           | 1º maggio 2001   |                  |
| 20 | Grounded                                          | Strani eventi             | 8 maggio 2001    | 30 novembre 2001 |
| 21 | Redheaded Stepchild                               | Una madre indegna         | 15 maggio 2001   |                  |
| 22 | Hold on Tight                                     | Affidamento congiunto     | 22 maggio 2001   |                  |

## Tolleranza zero
- Titolo originale: Zero Tolerance
- Diretto da: James Hayman
- Scritto da: Barbara Hall

### Trama
Maxine ha uno scontro con Gillian a causa di Ned. Amy è preoccupata per via delle insinuazioni sui suoi rapporti con Bruce.

## Mamma a tempo pieno
- Titolo originale: You're Not the Boss of Me
- Diretto da: Kevin Dowling
- Scritto da: Nicole Yorkin e Dawn Prestwich

### Trama
Amy condanna un giovane accusato di essersi approfittato di alcuni bambini. Maxine si occupa di Vincent dopo che è uscito dall'ospedale.

## Istinto
- Titolo originale: Instincts
- Diretto da: Martin Davidson
- Scritto da: Lyla Oliver

### Trama
Amy è alle prese con un caso molto delicato che vede protagonista un ragazzo di colore che ha perso la vita in seguito ad una lite con un coetaneo.

## Convinzioni
- Titolo originale: Convictions
- Diretto da: Martha Mitchell
- Scritto da: Randall Caldwell

### Trama
Maxine e Vivian riprendono a frequentarsi dopo quindici anni. È la morte del marito di Vivian a dare lo spunto per la riappacificazione.

## Rabbia inutile
- Titolo originale: Unnecessary Roughness
- Diretto da: David Platt
- Scritto da: Hart Hanson

### Trama
Amy presiede alla sentenza di condanna per un giovane che ha intenzionalmente mutilato un giocatore rivale durante una partita di hockey.

## Il peso delle decisioni
- Titolo originale: Burden of Perspective
- Diretto da: Kristoffer Tabori
- Scritto da: Joseph Dougherty

### Trama
Amy deve decidere se una madre alcolizzata responsabile della morte della figlia si sia ripresa abbastanza per riguadagnare la custodia di suo figlio.

## Giorni da cani
- Titolo originale: Dog Days
- Diretto da: James Hayman
- Scritto da: Karen Hall

### Trama
Amy è alle prese con alcuni zingari, conosciuti come i 'Vagabondi', che sfruttano le proprie figlie minorenni facendole sposare in cambio di denaro.

## Parto in acqua
- Titolo originale: Waterworld
- Diretto da: Bob McCracken
- Scritto da: Dawn Prestwich e Nicole Yorkin

### Trama
Donna giunge al termine della gravidanza e decide di partorire a casa Gray. Durante il travaglio riceve la visita della madre. Maxine sembra non provare alcuna emozione a seguito della morte del cane di famiglia.

## Il tempo che passa
- Titolo originale: Undertow
- Diretto da: Jack Bender
- Scritto da: Hart Hanson

### Trama
Amy deve decidere se sia lecito fare un esorcismo ad un ragazzino di 11 anni. Maxine vuole aprire uno studio dedicato ad aiutare le vittime di abuso minorile.

## La giornata dell'adozione
- Titolo originale: Adoption Day
- Diretto da: James Hayman
- Scritto da: Paul Karon

### Trama
Ad Hartford viene organizzata la "giornata dell'adozione", durante la quale saranno adottati ben duecento bambini.

## Una famiglia normale
- Titolo originale: Claw is Our Master
- Diretto da: Arvin Brown
- Scritto da: Karen Hall

### Trama
Mentre continua a uscire con Rob, Amy decide di dare a Tom Gillette l'occasione per una seconda opportunità con lei...

## Il coraggio di parlare
- Titolo originale: 8 ½ Narrow
- Diretto da: Helen Shaver
- Scritto da: Joseph Dougherty

### Trama
Nick, il marito di Lolly, fa la corte ad Amy la quale, imbarazzata, non sa come comportarsi con l'amica.

## La tempesta
- Titolo originale: Beginning, the End and the Murky Middle
- Diretto da: Elodie Keene
- Scritto da: Thad Mumford

### Trama
Gillian e Peter chiedono a Vincent di fare da padrino al Battesimo di Ned. Evie si presenta all'improvviso reclamando il figlio.

## Tempo di crisi
- Titolo originale: One For the Road
- Diretto da: Brad Silbering
- Scritto da: Lyla Oliver

### Trama
Amy, alle prese con un difficile caso di omicidio, perde il controllo della situazione. Evie e Rondell portano via il piccolo Ned ai genitori affidatari.

## Errori di valutazione
- Titolo originale: Treachery of Compromise
- Diretto da: Andrew Robinson
- Scritto da: Randall Caldwell

### Trama
Collins fornisce ad Amy una possibile scappatoia per risolvere il difficile caso che sta seguendo, ma Amy non è d'accordo.

## Rapporti difficili
- Titolo originale: Everybody Falls Down
- Diretto da: Jack Bender
- Scritto da: Sibyl Gardner

### Trama
Amy è combattuta: non sa se sospendere o meno i propri diritti di genitori per una coppia appena condannata per abusi sui minori.

## Romeo e Giulietta
- Titolo originale: Romeo and Juliet Must Die Well, Maybe Just Juliet
- Diretto da: Kristoffer Tabori
- Scritto da: Hart Hanson

### Trama
Mentre Amy è alle prese con un caso di omicidio preterintenzionale che vede coinvolto un ragazzo di quindici anni, Gillan fa un incontro alquanto strano...

## Antichi rancori
- Titolo originale: Unforgiven
- Diretto da: James Hayman
- Scritto da: Karen Hall e Hart Hanson

### Trama
Maxine pensa a porre fine alla sua relazione con Jared. Mentre Amy sovrintende al caso di una madre che vuole negare i diritti di visita ai nonni della figlia.

## Tra dire e fare
- Titolo originale: Between the Wanting and the Getting
- Diretto da: Joseph Dougherty
- Scritto da: Dawn Prestwich, Nicole Yorkin e Joseph Dougherty

### Trama
Maxine è impegnata in un vecchio caso, Amy invece discute sulla delicata vicenda di un bambino di otto anni che ha l'abitudine di indossare abiti femminili.

## Strani eventi
- Titolo originale: Grounded
- Diretto da: James Hayman
- Scritto da: Dawn Comer Jefferson

### Trama
Quando Jarred propone a Maxine di trascorrere una vacanza insieme, lei rifiuta perché impegnata in un difficile caso di delinquenza minorile.

## Una madre indegna
- Titolo originale: Redheaded Stepchild
- Diretto da: James Hayman
- Scritto da: Barbara Hall, Karen Hall e Hart Hanson

### Trama
Maxine riesce a far confessare ad un ragazzo che ha violentato la sorellina una verità sconvolgente e ne resta molto provata.

## Affidamento congiunto
- Titolo originale: Hold on Tight
- Diretto da: Kenneth Zunder
- Scritto da: Barbara Hall

### Trama
Una donna accusa il suo ex marito di abuso sessuale nei confronti della loro bambina di tre anni per impugnare la sentenza di affidamento congiunto. Vincent comunica alla famiglia che intende trasferirsi a San Francisco.